# Нонаноат аммония
Нонаноат аммония — не системный контактный гербицид широкого спектра действия, не имеет почвенной активности. Используется для уничтожения сорняков, включая многолетние травы, лианы, кусты, однолетние и многолетние растения, мхи, саженцы и паразитические растения. Очень хорошо растворяется в воде. При комнатной температуре максимальная концентрация в воде 40 %. Такой раствор по виду — прозрачная, бесцветная или бледно-желтая жидкость с легким запахом жирных кислот. Она стабильна при хранении. В чистом виде нонаноат аммония существует как стабильная белые кристаллы при комнатной температуре.
Нонаноат аммония производится из аммиака и нонановой кислоты, карбоновые кислоты широко распространённой в природе, главным образом в виде производных (сложные эфиры) в таких пищевых продуктах как яблоки, виноград, сыр, молоко, рис, фасоль, апельсины, картофель и во многих других не пищевых источниках.
Нонаноат аммония не сохраняться в почве и быстро деградируют, в первую очередь благодаря действию микробов, с периодом полураспада менее суток.